# A2ML1
A2ML1‏ (Alpha-2-macroglobulin like 1) هوَ بروتين يُشَفر بواسطة جين A2ML1 في الإنسان.